# Ланцы (Яранск)
Ла́нцы (Кра́сная Го́рка, Красного́рская слобода́) — исторически сложившаяся часть города на южной окраине Яранска Кировской области России.

## Название
В краеведческой литературе бытует неверное указание о том, что название происходит от слова «ландскнехт». Согласно этому мнению заселение района началось после поселения 500 шведов, взятых в плен в Северной войне, на окраине Яранска в соответствии с «Указом из Сибирского приказа на Вятку воеводе Г. Д. Плещееву о пленных шведах» от 23 мая 1711.
На самом деле название «Ланцы» имеет значение «ландмилицкие», так как это было поселение крестьян, содержащих ландмилицию.

## История
Исторически Ланцевскую горку от города Яранска отделяла Гласисная улица (ныне Первомайская).
Указом Президиума Верховного совета РСФСР от 4 октября 1954 года населённый пункт Ланцы включён в городскую черту города Яранска Яранского района